# Petroica pusilla
La petroica del Pacífico (Petroica pusilla) es una especie de ave paseriforme de la familia Petroicidae propia de Melanesia y la Polinesia.

## Taxonomía
Fue descrita originalmente por el naturalista alemán Johann Friedrich Gmelin en 1789, de una colección de aves la isla Norfolk. Se consideró conspecífica con la petroica escarlata de Australia, pero fueron separadas en 1999, y la subespecie nominal de la isla Norfolk fue elevada a rango de especie en 2015. Dado que la población de Norfolk fue descrita primero, esta tomó el nombre específico multicolor, mientras que el grupo del Pacífico asumió el siguiente nombre más antiguo de pusilla, que fue descrito por Titian Peale en 1848.
Es una de las cinco especies que tiene el pecho rojo o rosa en el género Petroica, que son conocidos coloquialmente como «petirrojos rojos». Junto con los otros petirrojos australianos, fue clasificada durante muchos años como miembro de la familia de papamoscas del Viejo Mundo Muscicapidae, antes de ser colocado en la familia Pachycephalidae. En la actualidad son colocados en la familia Petroicidae, o Eopsaltridae.
Estudios de hibridación de ADN-ADN realizados por Sibley y Alquist colocaron a los petirrojos en el parvorden Corvida, que comprende a muchos paseriformes tropicales y australianos, incluidos los pardalotes, los maluros y los mieleros, así como los cuervos. Sin embargo, investigaciones moleculares posteriores (y el consenso actual) coloca a los petirrojos como una rama muy temprana de Passerida.

### Subespecies
Se reconocen catorce subespecies:
- P. p. septentrionalis (Mayr, 1934) – en la isla de Bougainville;
- P. p. kulambangrae (Mayr, 1934) – en la isla de Kolombangara;
- P. p. dennisi (Cain & Galbraith, ICJ, 1955) – en la isla de Guadalcanal;
- P. p. polymorpha (Mayr, 1934) – en la isla de Makira;
- P. p. soror (Mayr, 1934) – en la isla de Vanua Lava;
- P. p. ambrynensis (Sharpe, 1900) - en las islas Banks y el norte y centro de Vanuatu
- P. p. feminina (Mayr, 1934) – en las islas Efate y Emao en el centro de Vanuatu;
- P. p. cognata (Mayr, 1938) – en la isla de Erromangoen en el sur de Vanuatu;
- P. p. tannensis Kearns & Omland, 2015 – en la isla de Tanna en el sur de Vanuatu;.
- P. p. similis (Gray, GR, 1860) – en la isla de Aneityum en el sur de Vanuatu;
- P. p. kleinschmidti (Finsch, 1876) – en las isla Viti Levu y Vanua Levu en Fiyi;
- P. p. taveunensis (Holyoak, 1979) – en la isla Taveuni en el noreste de Fiyi;
- P. p. becki (Mayr, 1934) – en la isla Kadavu en el sur de Fiyi;
- P. p. pusilla (Peale, 1849) – en las islas Savai'i y Upolu en el oeste de Samoa.

## Descripción

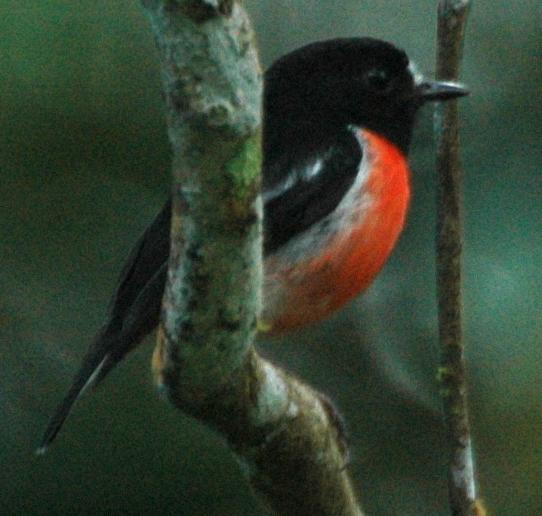
P. p. kleinschmidti en Viti Levu Fiyi

Los adultos miden entre 11,5 y 13,5 cm de largo y pesan entre 9 y 11 gramos. Es la especie de ave más pequeña en gran parte de su área de distribución. El plumaje de los machos y las hembras presenta dimorfismo sexual y la extensión de esto varía dependiendo de la subespecie. El macho de la subespecie nominal tiene la cabeza negra con la frente blanca, el dorso y la cola negros, las alas también son negras con barras de color blanco. El pecho y el vientre son rojos y la parte inferior del abdomen y el obispillo son blancos. La hembra carece de la frente blanca de las marcas alares blancas y el plumaje negro de los macho es reemplazado por marrón oscuro. El pecho es de un rojo más opaco que en el macho, tiene más marrón en los flancos y el blanco en el obispillo es más pequeño. Ambos sexos tienen las patas y el pico negro. Entre las subespecies, algunos machos tienen un plumaje similar a la hembra, por ejemplo P. m. femenina del centro de Vanuatu, la hembra se parece más al macho. Los machos de P. m. polymorpha de Makira en las Islas Salomón tienen dos morfos de plumaje diferentes, incluido uno sin blanco en la frente pero con una cabeza de color marrón rojizo.

## Distribución y hábitat
La petroica del Pacífico habita las islas del Pacífico sudoccidental. Abarca desde Bougainville en Papúa Nueva Guinea a través de las Islas Salomón y Vanuatu (aunque la especie está ausente en Nueva Caledonia) y hacia el este a través de Fiyi hasta Samoa. En toda su área de distribución la especie es residente, aunque puede hacer pequeños movimientos estacionales en la temporadas de no reproducción. Un fósil encontrado en las islas de Ha'apai en Tonga muestra que la especie alguna vez vivió en esas islas, pero en la actualidad está extinta.

### Texto citado
- Boles, Walter E. (1988). The Robins and Flycatchers of Australia. Sídney: Angus & Robertson. ISBN 0-207-15400-7.